# Campeonato Mundial de Atletismo de 2019 - Revezamento 4x100 m masculino
A competição dos 4 x 100 metros estafetas masculino no Campeonato Mundial de Atletismo de 2019 foi realizada no Estádio Internacional Khalifa, em Doha, no Catar, nos dias 4 de outubro e 5 de outubro.

## Recordes
Antes da competição, os recordes eram os seguintes: 
| Recorde mundial                               | Nesta Carter, Michael Frater · Yohan Blake, Usain Bolt (JAM)                  | 36.84 | Londres, Reino Unido   | 11 de agosto de 2012   |
| Recorde do campeonato                         | Nesta Carter, Michael Frater · Yohan Blake, Usain Bolt (KEN)                  | 37.04 | Daegu, Coreia do Sul   | 4 de setembro de 2011  |
| Melhor marca do ano                           | Chijindu Ujah, Zharnel Hughes · Richard Kilty, Nethaneel Mitchell-Blake (GBR) | 37.60 | Londres, Grã Bretanha  | 10 de junho de 2017    |
| Recorde africano                              | Osmond Ezinwa, Olapade Adeniken · Francis Obikwelu, Davidson Ezinwa (NGR)     | 37.94 | Atenas, Grécia         | 9 de agosto de 1997    |
| Recorde asiático                              | Ryota Yamagata, Shota Iizuka · Yoshihide Kiryu, Asuka Cambridge (JPN)         | 37.60 | Rio de Janeiro, Brasil | 19 de agosto de 2016   |
| Recorde da América do Norte, Central e Caribe | Nesta Carter, Michael Frater · Yohan Blake, Usain Bolt (JAM)                  | 36.84 | Londres, Reino Unido   | 11 de agosto de 2012   |
| Recorde sul-americano                         | Vicente de Lima, Édson Ribeiro · André da Silva, Claudinei da Silva (BRA)     | 37.90 | Sydney, Austrália      | 30 de setembro de 2000 |
| Recorde europeu                               | Chijindu Ujah, Adam Gemili · Daniel Talbot, Nethaneel Mitchell-Blake (GBR)    | 37.47 | Londres, Grã Bretanha  | 12 de agosto de 2017   |
| Recorde da Oceania                            | Paul Henderson, Tim Jackson · Steve Brimacombe, Damien Marsh (AUS)            | 38.17 | Gotemburgo. Suécia     | 12 de agosto de 1995   |
| Recorde da Oceania                            | Anthony Alozie, Isaac Ntiamoah · Andrew McCabe, Josh Ross (AUS)               | 38.17 | Londres. Reino Unido   | 10 de agosto de 2012   |

Os seguintes recordes mundiais ou olímpicos foram estabelecidos durante esta competição:
| Data         | Evento        | Atletas                                                                                   | Tempo | Notas                 |
| ------------ | ------------- | ----------------------------------------------------------------------------------------- | ----- | --------------------- |
| 4 de outubro | Eliminatórias | Adam Gemili, Zharnel Hughes, Richard Kilty, Nethaneel Mitchell-Blake (GBR)                | 37.56 | Melhor marca do ano   |
| 4 de outubro | Eliminatórias | Thando Dlodlo, Simon Magakwe, Clarence Munyai, Akani Simbine (RSA)                        | 37.65 | Recorde africano      |
| 4 de outubro | Eliminatórias | Rodrigo do Nascimento, Vitor Hugo dos Santos, Derick Silva, Paulo André de Oliveira (BRA) | 37.90 | Recorde sul-americano |
| 5 de outubro | Final         | Christian Coleman, Justin Gatlin, Mike Rodgers, Noah Lyles (USA)                          | 37.10 | Melhor marca do ano   |
| 5 de outubro | Final         | Adam Gemili, Zharnel Hughes, Richard Kilty, Nethaneel Mitchell-Blake (GBR)                | 37.36 | Recorde europeu       |
| 5 de outubro | Final         | Shuhei Tada, Kirara Shiraishi, Yoshihide Kiryū, Abdul Hakim Sani Brown (JPN)              | 37.43 | Recorde asiático      |
| 5 de outubro | Final         | Rodrigo do Nascimento, Vitor Hugo dos Santos, Derick Silva, Paulo André de Oliveira (BRA) | 37.72 | Recorde sul-americano |

## Medalhistas
| Ouro                                                                                               | Prata                                                                                  | Bronze                                                                                          |
| Estados Unidos · Christian Coleman · Justin Gatlin · Mike Rodgers · Noah Lyles · Cravon Gillespie* | Grã-Bretanha · Adam Gemili · Zharnel Hughes · Richard Kilty · Nethaneel Mitchell-Blake | Japão · Shuhei Tada · Kirara Shiraishi · Yoshihide Kiryū · Abdul Hakim Sani Brown · Yuki Koike* |

(*) Disputaram apenas as eliminatórias

## Calendário
| Data                 | Horário | Fase          |
| -------------------- | ------- | ------------- |
| 4 de outubro de 2019 | 21:05   | Eliminatórias |
| 5 de outubro de 2019 | 22:15   | Final         |

Todos os horários estão no horário local (UTC+3)

## Resultados

### Eliminatórias
Qualificação: Três primeiros de cada bateria (Q) e os dois melhores tempos (q) das eliminatórias. 
| Pos. | Bateria | Raia | Nacionalidade  | Atletas                                                                             | Tempo | Notas                |
| ---- | ------- | ---- | -------------- | ----------------------------------------------------------------------------------- | ----- | -------------------- |
| 1    | 1       | 6    | Grã-Bretanha   | Adam Gemili, Zharnel Hughes, Richard Kilty, Nethaneel Mitchell-Blake                | 37.56 | Q,                   |
| 2    | 2       | 4    | África do Sul  | Thando Dlodlo, Simon Magakwe, Clarence Munyai, Akani Simbine                        | 37.65 | Q,                   |
| 3    | 2       | 5    | Japão          | Yuki Koike, Kirara Shiraishi, Yoshihide Kiryū, Abdul Hakim Sani Brown               | 37.78 | Q,                   |
| 4    | 2       | 9    | China          | Su Bingtian, Xu Zhouzheng, Wu Zhiqiang, Xie Zhenye                                  | 37.79 | Q,                   |
| 5    | 2       | 6    | França         | Amaury Golitin, Jimmy Vicaut, Méba-Mickaël Zeze, Mouhamadou Fall                    | 37.88 | q,                   |
| 6    | 1       | 2    | Brasil         | Rodrigo do Nascimento, Vitor Hugo dos Santos, Derick Silva, Paulo André de Oliveira | 37.90 | Q, =                 |
| 7    | 2       | 3    | Países Baixos  | Joris van Gool, Taymir Burnet, Hensley Paulina, Churandy Martina                    | 37.91 | q,                   |
| 8    | 2       | 2    | Canadá         | Gavin Smellie, Aaron Brown, Brendon Rodney, Andre De Grasse                         | 37.91 | Recorde da temporada |
| 9    | 1       | 5    | Estados Unidos | Christian Coleman, Justin Gatlin, Mike Rodgers, Cravon Gillespie                    | 38.03 | Q,                   |
| 10   | 1       | 4    | Itália         | Federico Cattaneo, Marcell Jacobs, Davide Manenti, Filippo Tortu                    | 38.11 | Recorde nacional     |
| 11   | 1       | 7    | Jamaica        | Oshane Bailey, Yohan Blake, Rasheed Dwyer, Tyquendo Tracey                          | 38.15 | Recorde da temporada |
| 12   | 2       | 7    | Alemanha       | Julian Reus, Joshua Hartmann, Roy Schmidt, Marvin Schulte                           | 38.24 | Recorde da temporada |
| 13   | 1       | 8    | Gana           | Sean Safo-Antwi, Benjamin Azamati-Kwaku, Martin Owusu Antwi, Joseph Amoah           | 38.24 | Recorde da temporada |
| 14   | 1       | 3    | Turquia        | Kayhan Özer, Jak Ali Harvey, Emre Zafer Barnes, Ramil Guliyev                       | DSQ   | 170.7                |
| 14   | 2       | 8    | Nigéria        | Enoch Olaoluwa Adegoke, Usheoritse Itsekiri, Ogho-Oghene Egwero, Adeseye Ogunlewe   | DSQ   | 163.3(a)             |
| 14   | 1       | 9    | Catar          |                                                                                     | DNS   | DNS                  |

### Final
A final ocorreu dia 5 de outubro às 22:15. 
| Pos.              | Raia | Nacionalidade  | Atletas                                                                             | Tempo     | Notas                 |
| ----------------- | ---- | -------------- | ----------------------------------------------------------------------------------- | --------- | --------------------- |
| Medalha de ouro   | 8    | Estados Unidos | Christian Coleman, Justin Gatlin, Mike Rodgers, Noah Lyles                          | 37.10     | ,                     |
| Medalha de prata  | 7    | Grã-Bretanha   | Adam Gemili, Zharnel Hughes, Richard Kilty, Nethaneel Mitchell-Blake                | 37.36     | Recorde europeu       |
| Medalha de bronze | 4    | Japão          | Shuhei Tada, Kirara Shiraishi, Yoshihide Kiryū, Abdul Hakim Sani Brown              | 37.43     | Recorde asiático      |
| 4                 | 6    | Brasil         | Rodrigo do Nascimento, Vitor Hugo dos Santos, Derick Silva, Paulo André de Oliveira | 37.72     | Recorde sul-americano |
| 5                 | 5    | África do Sul  | Thando Dlodlo, Simon Magakwe, Clarence Munyai, Akani Simbine                        | 37.73     |                       |
| 6                 | 9    | China          | Su Bingtian, Xu Zhouzheng, Wu Zhiqiang, Bie Ge                                      | 38.07     |                       |
| 7                 | 2    | França         | Amaury Golitin, Jimmy Vicaut, Méba-Mickaël Zeze, Christophe Lemaitre                | DNF       | DNF                   |
| 7                 | 3    | Países Baixos  | Joris van Gool, Taymir Burnet, Hensley Paulina, Churandy Martina                    | DQS 37.80 | 170.7                 |

Legenda
| Recorde mundial       | Recorde mundial (World record)               |                       | Recorde africano                      | Recorde africano (African) |                                           | Q | Classificado por posição (Qualified) |
| Recorde do campeonato | Recorde do campeonato (Championship record)  | Recorde da América    | Recorde da América (Americas)         | q                          | Classificado por melhor tempo (Qualified) |   |                                      |
| Melhor marca do ano   | Melhor marca do ano (World leading)          | Recorde asiático      | Recorde asiático (Asian)              | DNS                        | Não largou (Did not start)                |   |                                      |
| Recorde nacional      | Recorde nacional (National record)           | Recorde europeu       | Recorde europeu (European)            | DNF                        | Não terminou (Did not finish)             |   |                                      |
| Recorde pessoal       | Recorde pessoal do atleta (Personal best)    | Recorde da Oceania    | Recorde da Oceania (Oceania)          | DSQ / DQ                   | Desclassificado (Disqualified)            |   |                                      |
| Recorde da temporada  | Recorde da temporada do atleta (Season best) | Recorde sul-americano | Recorde sul-americano (South America) | NM                         | Sem marca (No mark)                       |   |                                      |